# Strodthagen

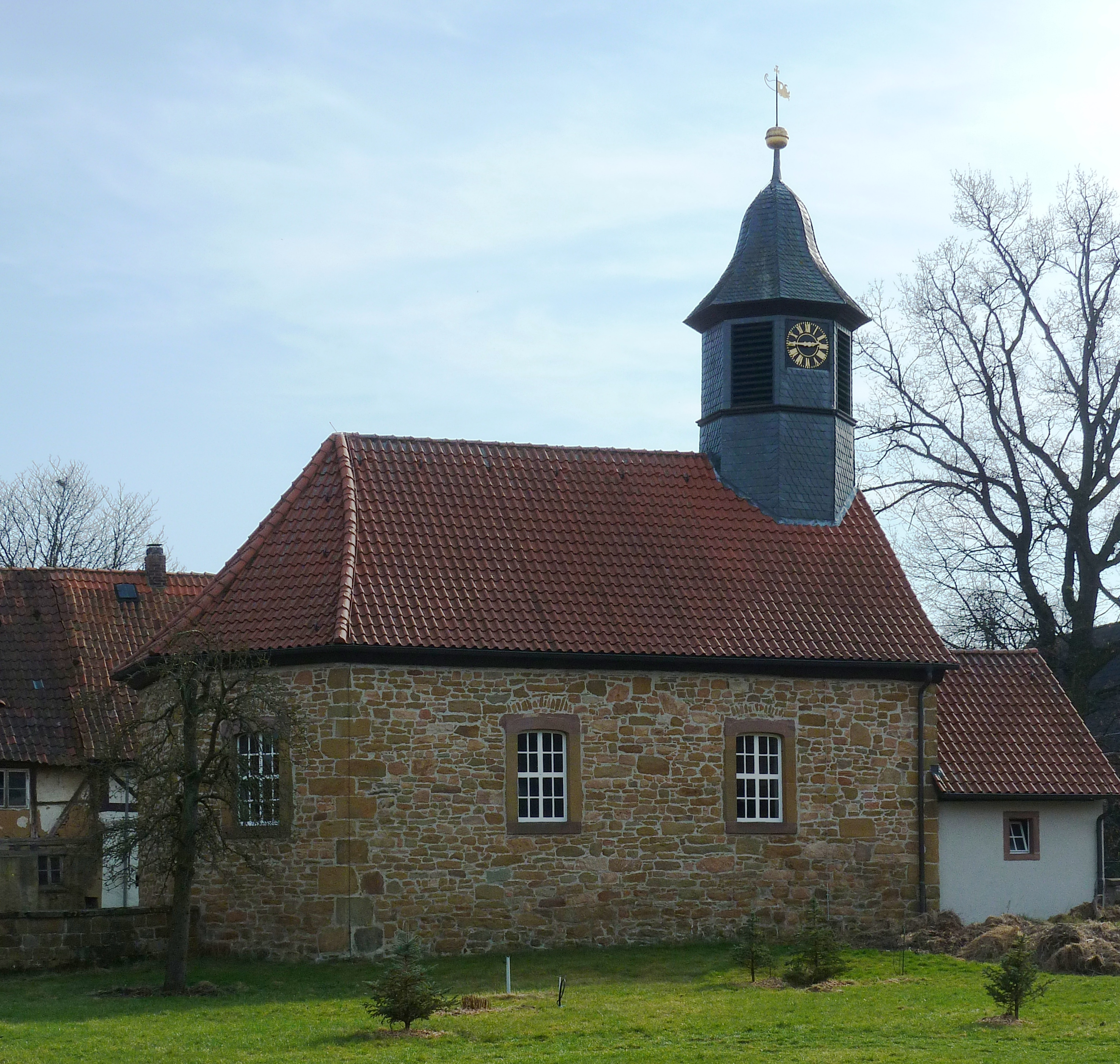
St. Justin

Das Dorf Strodthagen ist ein Ortsteil der etwa acht Kilometer nördlich gelegenen Stadt Einbeck. Im Osten liegt der 187 Meter hohe Sülberg, auf dem sich die Gerichtsstätte Sulbichi des Suilbergaus befand.

## Geschichte
Erstmals urkundlich erwähnt wurde der Ort zu Himmelfahrt 1312, als Herzog Heinrich von Braunschweig-Grubenhagen u. a. den halben Zehnten seines Dorfes Struthagen dem Vicarius Bertram im Alexanderstift zu Einbeck vermachte. Am 1. Oktober 1343 verkaufte Dietrich Divitis, Bürger in Einbeck, der Kirche Sankt Beatae Mariae Virginis zu Einbeck eine Rente in Strodthagen. 1390 wurde Strodthagen als Zollort an der Alten Heerstraße erwähnt.
Strodthagen war letzter Wohnort des Theologen und Historikers Johannes Letzner, der mit der "Dasselischen und Einbeckischen Chronika, Erfurt 1596" eine erste umfassende Lokalgeschichte des jetzigen Südniedersachsen vorlegte. Im Jahre 1610 zog er sich nach Strodthagen zurück, wo er "in einer geringen Bauer-Hütte" bis zu seinem Tode lebte.
Ab 1909 wurde die Gemeinde mit elektrischem Strom von der Firma Lockemann in Sülbeck versorgt, zunächst nur für Straßenbeleuchtung. 1912 wurde eine Wasserleitung von einer Quelle im Landmannsholz bei Dörrigsen verlegt. 1946 hatte der Ort 256 Einwohner. Ab 1952 gab es eine provisorische Schule. 1956 bis 1967 gab es eine richtige Schule.
Am 1. März 1974 wurde Strodthagen in die Stadt Einbeck eingegliedert.

## Politik

### Ortsbürgermeisterin
Ortsbürgermeisterin ist Gitta Kunzi (SPD) aus Dörrigsen.

### Ortsrat
Der Ortsrat, der die Ortschaften Buensen, Dörrigsen, Iber und Strodthagen gemeinsam vertritt, setzt sich aus neun Ratsmitgliedern zusammen. Bei der Kommunalwahl 2021 ergab sich folgende Sitzverteilung:
- Wgem. Buensen, Dörrigsen, Iber, Strodthagen: 7 Sitze
- Einzelbewerber Marc Küchemann: 1 Sitz
- Einzelbewerber Ralf Schnepel: 1 Sitz

(Stand: Kommunalwahl 2021)